# Carlo Baldini
Carlo Baldini (Greve in Chianti, 4 settembre 1920 – Greve in Chianti, 15 settembre 2009) è stato uno storico italiano.

## Biografia
Carlo Baldini ha concluso all'inizio degli anni '30 il corso di avviamento di tipo agrario appena istituito.
Nel 1940 è stato arruolato nell'esercito e chiamato a partecipare alla Seconda guerra mondiale. Col reggimento nel quale era inquadrato ha combattuto al Brennero e nell'Isola di Rodi col grado di sergente; dopo l'8 settembre 1943 è rientrato a casa. Da anziano ha sempre ricoperto un posto di rilievo nell'Associazione Italiana Combattenti Interalleati partecipando a tutte le manifestazioni.
Dopo il matrimonio nel 1946 con Marianna Bettini ha avuto due figli Italo Baldini e il filosofo Massimo Baldini.
È stato corrispondente dal suo paese per il Giornale del Mattino e La Nazione. Dal 1944 al 1985 ha lavorato nel comune di Greve in Chianti in qualità di ufficiale d'anagrafe.
Carlo Baldini ha dedicato gran parte della sua vita a studiare come storico locale il suo paese natale Greve in Chianti e alcuni personaggi che vi sono nati: Domenico Giuliotti, Amerigo Vespucci nato al castello di Montefioralle, Giovanni da Verrazzano, gli Alamanni del Castello di Sezzate, monsignor Giovanni Ciampoli e Galileo Gagli figlio di un magistrato del Granducato di Toscana e possessore di cinque poderi a Lamole.
Il 21 novembre 1964 ha partecipato all'inaugurazione del Ponte di Verrazzano di New York.
Le sue ricerche sono confluite in numerose pubblicazioni specifiche nella collana Memorie religiose e civili del comune di Greve in Chianti che Carlo Baldini ha diretto per Polistampa e che comprende circa 35 volumi.
Tra i titoli di interesse storico più significativi si ricordano: Greve in Chianti etrusco e romano, Statuti della lega di Val di Greve, Le tre leghe del Chianti e La seconda guerra mondiale da Greve in Chianti a Firenze. Quest'ultima ricerca si estende per ben tre volumi di quasi 1 500 pagine ed è preceduta da una prefazione dello storico Renzo De Felice.
Altri numeri della collana sono dedicati ai luoghi e alle opere architettoniche del comune, tra cui: I mille anni della chiesa di Santa Croce a Greve, Pievi, parrocchie e castelli di Greve in Chianti e Vie, piazze e strade del comune di Greve in Chianti che segnala i personaggi, fatti storici e circostanze a cui i toponimi stradali fanno riferimento.
Durante tutta la vita ha collezionato fotografie e cartoline sulla guerra e sulle tradizioni di Greve in Chianti costituendo così un importante archivio privato.

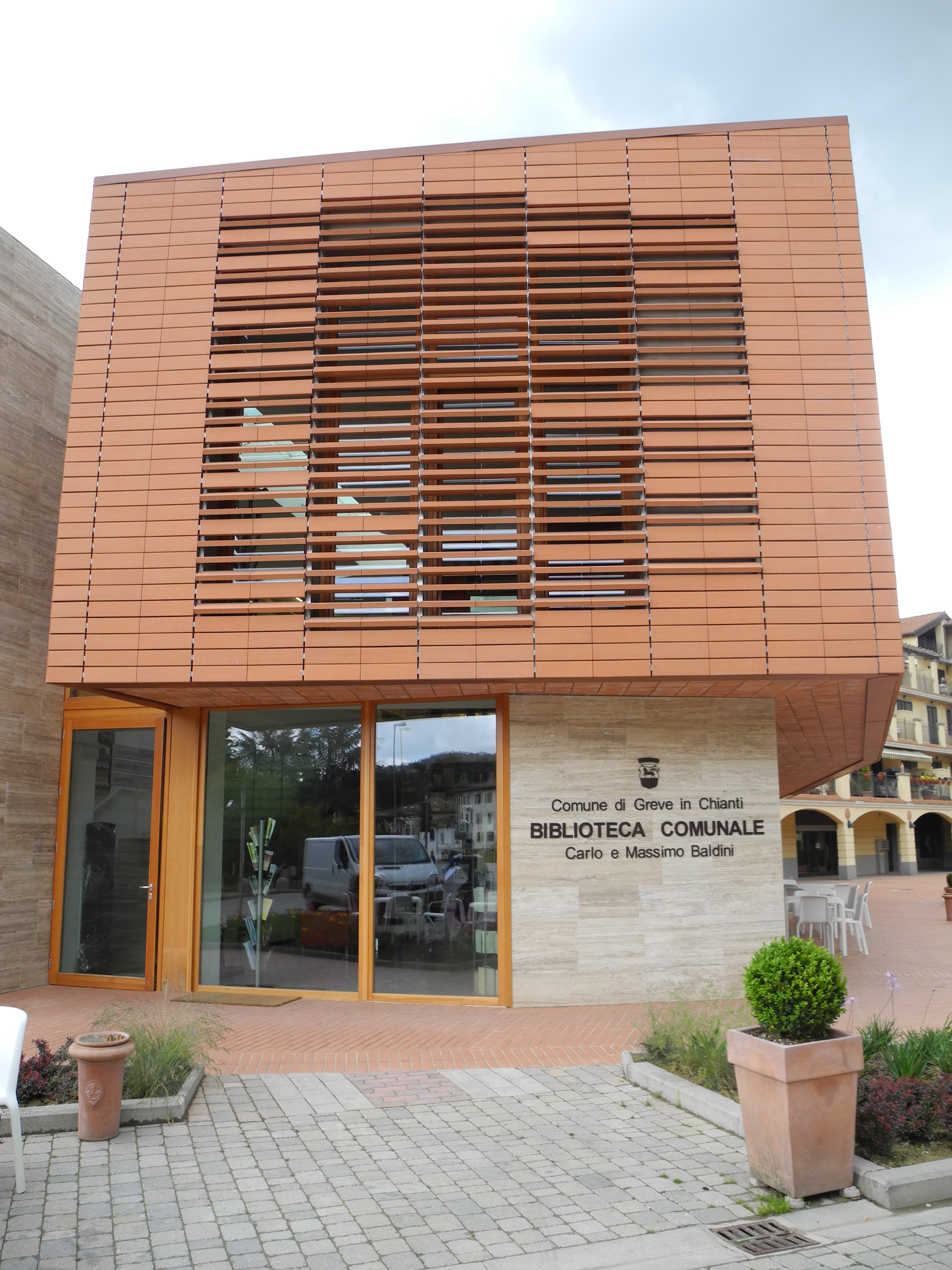
Biblioteca comunale di Greve in Chianti.

Il primo maggio 2013 è stata inaugurata a Greve in Chianti la nuova biblioteca comunale Carlo e Massimo Baldini.

## Opere
- La famiglia da Verrazzano. 1992, Polistampa
- La seconda guerra mondiale da Greve in Chianti a Firenze. “Sulla strada del cuore”. 1994, Polistampa
- Poesie illustrate. Epiche, di ricordo di Greve e del Chianti, della prima volta in casa di tolleranza. 1995, Polistampa
- Domenico Giuliotti. Pagine autobiografiche (a cura di) 1988, Polistampa
- Galileo Gagli. Sonetti in vernacolo fiorentino. Poesie e sonetti, epigrammi. (a cura di) 1989, Polistampa